# Spider-Man (jogo eletrônico)
Spider-Man é um jogo eletrônico de ação de 1982 desenvolvido por Laura Nikolich e publicado pela Parker Brothers exclusivamente para Atari 2600. Foi o primeiro jogo eletrônico do Homem-Aranha e também o primeiro jogo baseado no universo da Marvel Comics.
Neste game, o player controla o Homem-aranha, que tem que escalar um edifício usando o lançador de teia, com o objetivo de desarmar as bombas que foram plantadas pelo Duende Verde.